# Чечнево
Чечнево — озеро в Узункольском районе Костанайской области Казахстана. Находится в 9 км к юго-востоку от села Пресногорьковка.
По данным топографической съёмки 1959 года, площадь поверхности озера составляет 1,55 км². Наибольшая длина озера — 1,8 км, наибольшая ширина — 1,1 км. Длина береговой линии составляет 5 км, развитие береговой линии — 1,13. Озеро расположено на высоте 159,4 м над уровнем моря.